# Raymond Kreder
Raymond Kreder (Zevenhuizen-Moerkapelle, 26 november 1989) is een Nederlands voormalig baan- en wegwielrenner die in 2024 reed voor Kinan Racing Team. Zijn broer Michel en hun neef Wesley zijn ook wielrenner.

## Baanwielrennen

### Baanwielrennen
| Jaar       | NK                           | EK         | WK         | Overig     |            |
| Als junior | Als junior                   | Als junior | Als junior | Als junior | Als junior |
| ---------- | ---------------------------- | ---------- | ---------- | ---------- | ---------- |
| 2005       | puntenkoers · scratch        |            |            |            |            |
| 2006       | keirin puntenkoers · scratch |            |            |            |            |
| Als elite  |                              |            |            |            |            |
| 2008       | scratch · derny              |            |            |            |            |
| 2009       | derny                        |            |            |            |            |
| 2010       | puntenkoers                  |            |            |            |            |
| 2011       |                              |            |            |            |            |
| 2012       | ploegkoers · puntenkoers     |            |            |            |            |
| 2013       | puntenkoers                  |            |            |            |            |
| 2014       | ploegkoers                   |            |            |            |            |
| 2015       |                              |            |            |            |            |
| 2016       | ploegkoers                   |            |            |            |            |
| 2017       | ploegkoers 50km              |            |            |            |            |
| 2018       | 50km                         |            |            |            |            |

## Wegwielrennen

### Overwinningen
2006
Parijs-Roubaix, Junioren
1e etappe Trophée Centre Morbihan
2010
3e etappe Cascade Cycling Classic
2012
2e etappe Ronde van Noorwegen
2014
Velothon Berlin
1e etappe Ronde van de Ain
2018
2e etappe Ronde van Tochigi
1e etappe Ronde van Thailand
5e etappe Ronde van Korea
Puntenklassement Ronde van Korea
Puntenklassement Ronde van Hainan
2019
2e etappe Ronde van Tochigi
Eind- en puntenklassement Ronde van Tochigi
4e etappe Ronde van Japan
1e etappe Ronde van Korea
3e etappe Ronde van Hokkaido
2022
4e etappe Ronde van Japan
4e etappe Ronde van Taiwan

### Resultaten in voornaamste wedstrijden
| Jaar | Ronde van Italië | Ronde van Frankrijk | Ronde van Spanje |
| ---- | ---------------- | ------------------- | ---------------- |
| 2010 |                  |                     |                  |
| 2011 |                  |                     |                  |
| 2012 |                  |                     | 172e             |
| 2013 |                  |                     |                  |
| 2014 |                  |                     |                  |
| 2015 |                  |                     |                  |
| 2016 |                  |                     |                  |
| 2017 |                  |                     |                  |

| Jaar | Gent-Wevelgem | Ronde van Vlaanderen | Parijs-Roubaix | Amstel Gold Race | Parijs-Tours |  | Wereldranglijsten |
| ---- | ------------- | -------------------- | -------------- | ---------------- | ------------ |  | ----------------- |
| 2010 |               |                      |                |                  | 161e         |  |                   |
| 2011 |               |                      |                |                  |              |  |                   |
| 2012 |               |                      |                | 143e             |              |  |                   |
| 2013 |               | 88e                  | opgave         |                  | 144e         |  |                   |
| 2014 | 105e          | opgave               | 125e           |                  | 15e          |  | 198e (UWT)        |
| 2015 | opgave        |                      |                |                  | opgave       |  |                   |
| 2016 | 63e           |                      |                |                  | 27e          |  |                   |
| 2017 | 88e           |                      |                |                  |              |  |                   |

## Ploegen
- 2010 –  Garmin-Transitions (stagiair vanaf 1-8)
- 2011 –  Chipotle Development Team
- 2012 –  Garmin-Sharp [a]
- 2013 –  Garmin Sharp
- 2014 –  Garmin Sharp
- 2015 –  Roompot Oranje Peloton
- 2016 –  Roompot-Oranje Peloton
- 2017 –  Roompot-Nederlandse Loterij
- 2018 –  Team UKYO
- 2019 –  Team UKYO
- 2020 –  Team UKYO
- 2021 –  Team UKYO
- 2022 –  Team UKYO
- 2023 –  JCL Team UKYO
- 2024 –  Kinan Racing Team

Bobridge ·
Carlsen ·
Cozza ·
Danielson · 
Dean ·
Duggan ·
Farrar ·
Fischer ·
Hesjedal ·
Hunter ·
Kessiakoff ·
M. Kreder ·
Lowe ·
Maaskant ·
Martin ·
Meier ·
C. Meyer ·
T. Meyer ·
Millar · 
Pate ·
Peterson ·
Stetina ·
Tuft ·
Vande Velde ·
van der Velde ·
Vansummeren ·
Wilson ·
Zabriskie ·
Fairly (stagiair) ·
R. Kreder (stagiair) ·
Talansky (stagiair)
Bauer ·
Danielson · 
Dekker ·
Farrar ·
Fernández ·
Fischer ·
Haas ·
Haussler ·
Hesjedal ·
Howes ·
Hunter ·
Klier ·
M. Kreder ·
R. Kreder ·
Le Mével ·
Maaskant ·
Martin ·
Millar · 
Navardauskas ·
Peterson ·
Rasmussen (tot 31/07) ·
Rathe ·
Rosseler ·
Stetina ·
Talansky ·
Vande Velde ·
Vanmarcke ·
Vansummeren ·
Wegmann ·
Zabriskie ·
Morton (stagiair) ·
Scully (stagiair) ·
Von Hoff (stagiair) 
Bauer ·
Danielson · 
Dekker ·
Dennis ·
Fairly ·
Farrar ·
Fernández ·
Haas ·
Hesjedal ·
Howes ·
Hunter ·
Klier (tot 13/05) ·
M. Kreder ·
R. Kreder ·
Maaskant ·
Martin ·
Millar · 
Morton ·
Navardauskas ·
Nuyens ·
Rasmussen ·
Rathe ·
Rosseler ·
Stetina ·
Talansky ·
Vande Velde ·
Vansummeren ·
Von Hoff ·
Wegmann ·
Zabriskie ·
O'Shea (stagiair) 
Acevedo · van Baarle · Bauer · Brown · Cardoso · Danielson · Dekker · Dennis · Fairly · Farrar · Fernández · Gaimon · Haas · Hansen · Hesjedal · Howes · King · Kreder · Langeveld · Martin · Millar · Morton · Navardauskas · Nuyens · Slagter · Talansky · Vansummeren · Von Hoff · Wegmann · Girdlestone (stagiair) · Mannion (stagiair)
Asselman · Duijn · van Empel · van Ginneken · van Goethem · Groenewegen · Honig · Hoogerland · Kerkhof · M. Kreder · R. Kreder · W. Kreder · Lammertink · Looij · de Maar · Slik · Terpstra · de Vries
Ariesen · Asselman · Budding · van Empel · van Ginneken · van Goethem · van der Hoorn · Kreder · Ligthart · van der Lijke · Looij · Meijers · Mouris · Reinders · Riesebeek · Tusveld · Vermeltfoort · de Vries · Weening
Araque · Hatanaka · Hirai · Hiratsuka · Hucker · Koishi · Kreder · de Maar · Nakai · Prades · Pujol · S. Tokuda · T. Tokuda · Yokotsuka · Yoshioka